# 러모나 마케즈
러모나 마케즈(Ramona Marquez, 2001년 2월 24일 ~ )는 잉글랜드의 배우이다.

## 출연 작품
- 킹스 스피치 - 프린세스 마가렛 역
- 아더 크리스마스 - 그웬 역 (목소리)
- 베스트 엑조틱 메리골드 호텔 - 마지의 손녀 역